# Grimlord

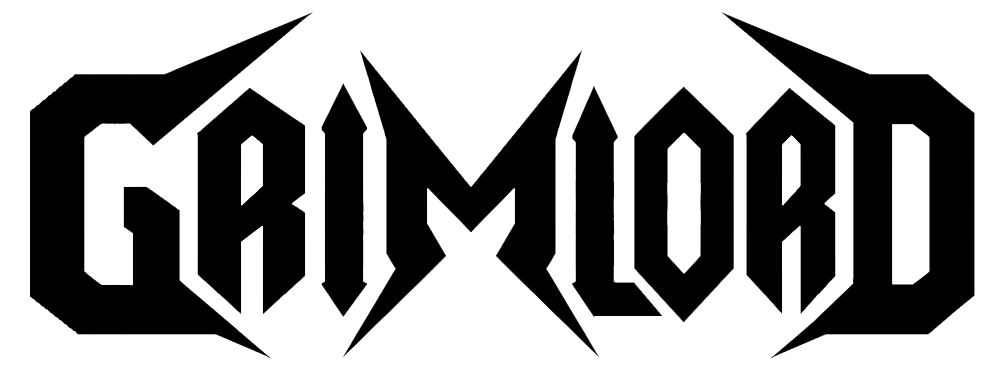
Logotyp zespołu

Grimlord (pol. Okrutny Władca) – polska grupa muzyczna z Wrocławia wykonująca wszechstronną muzykę heavymetalową. Założycielami są gitarzysta „Barth La Picard” i perkusista Jacek Bagiński „Quithe”. Zespół funkcjonuje od 1999 roku, ale duet spotkał się już wcześniej w black metalowym zespole Vallachia w roku 1993. Tematyka utworów inspirowana jest przeżyciami jakie towarzyszą człowiekowi w czasie zagrożenia wojną, kataklizmem lub wyczynem heroicznym. Lider zespołu Grimlord w 1995 roku stworzył projekt muzyczny Eternal Fear.
Z zespołem współpracują m.in. Michał „Xaay” Loranz, autor okładki V-Column i oprawy graficznej strony internetowej, fotograficy Łukasz Stelczyk i Jacek Buller oraz programista strony Grimlord.eu „Tomi”.

## Styl
Bartosz Źrebiec w udzielonym wywiadzie dla Franka V z holenderskiego serwisu „Lords Of Metal” powiedział, że jest zwolennikiem mieszania wielu stylów. Twierdzi że ograniczając się na jeden gatunek, nie jesteś w stanie się w pełni wyrazić. Zespół przyjął termin Metal jako uniwersalny rodzaj swojej muzyki. Frontman porównywany jest do Paula Di’Anno, Mille Petrozzy i Dave’a Mustaine’a. Redaktor jednego z muzycznych magazynów porównuje Grimlord do grupy Children Of Bodom.

## Muzyka

### Nocna Wizyta 2003
Latem 2003 roku Grimlord zarejestrował demo „Nocna Wizyta”. Jest to produkt obracający się w hardrockowo/heavymetalowej stylistyce, miejscami ocierający się ze swoimi partiami gitar o thrash metal. Demo zawiera między innymi kompozycje takie jak: „Miejsce Spoczynku”, „Nocna wizyta”. Teksty na wydawnictwie poruszają głównie egzystencjalizm. Dodatkowymi ozdobnikami są elementy czystych gitar i delikatnie akcentujących niektóre frazy klawiszy, za które odpowiedzialny był Paweł Jakubowski. Na czele instrumentarium stoi wokalista o delikatnie ochrypłej i melodyjnej barwie głosu, śpiewający w języku polskim. W muzyce zespołu wyraźne są wpływy prekursorów gatunku heavy metal i thrash metal Iron Maiden, Mercyful Fate, Metallica, Megadeth.

### Zaćmienie 2005
Singiel „Zaćmienie” został zarejestrowany latem 2005 roku w podwrocławskim studiu „Echo”. Inżynierem dźwięku był Maciej Prokopowicz który współpracuje z zespołem Mikromusic. Recenzent magazynu muzycznego Metal Centre podkreślał, że muzyka zbliżona jest do zespołu Kat, a materiał jest lepiej wyprodukowany i o wiele „cięższy” niż poprzednie wydawnictwo. Pojawiają się gniotące riffy, zwroty akcji, przyspieszenia, dużo solówek oraz o wiele „niższe” linie wokalne niż wcześniej. Całość zagrana jest w stylu Hard n’ Heavy dodaje Łukasz Dubaniowski z magazynu Gery muzyka. Głównie na temat singla „Zaćmienie” wypowiadali się polscy krytycy.

### Blood Runneth Over 2007

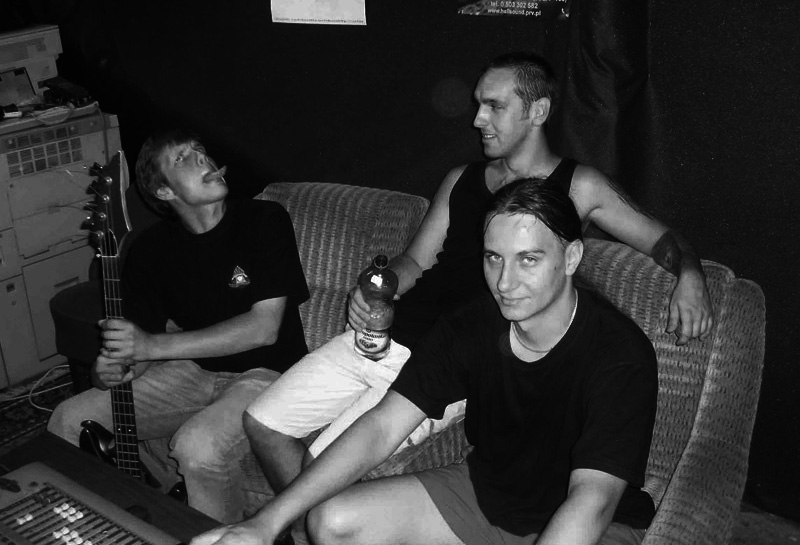
Od lewej strony: Basista Bartosz Koprowski pośrodku perkusista Łukasz Boratyn oraz Realizator Tomasz „Bractus”. Zdjęcie wykonane podczas sesji nagraniowej Blood Runneth Over we wrocławskim studiu Hellsound.

W 2007 roku pojawił się produkt „Blood Runneth Over” nagrany we wrocławskim Hellsound studio. Od tego momentu Grimlord występuje jako Trio. Na albumie swoje ślady zarejestrował basista Bartosz „Orson” Koprowski, jest to również pierwszy album nagrany z perkusistą Łukaszem „Lukasem” Boratynem. Wyraźnie słychać ogólną zmianę w aranżacjach i strukturach utworów. Zmienił się dotychczasowy charakter ze względu na użycie „blastów” i innych ozdobników perkusyjnych takich jak „china” czy „splash”. Występują tutaj ciężkie linie basu, mocne uderzenia w perkusję, i ogólnie przemyślana jest praca wokali oraz obu gitar nad którą zespół posiadł pełną kontrolę. Krytycy muzyczni porównali muzykę do Stormwitch. Running Wild, Talon, Sinner i Gravestone. Barwę głosu solisty porównują do wokalistów takich jak Paul Di’Anno, Rolf Kasparek, Kai Hansen czy Andi Deris. W muzyce odnaleźć możemy kilka elementów z gatunku jazz. Album dla wielu zagranicznych recenzentów okazał się dużym zaskoczeniem, gdyż Polska nie słynie z gatunku power metal według nich. Na tym wydawnictwie pojawił się utwór Miejsce Spoczynku w angielskiej wersji językowej.

### Dolce Vita Sath An As 2009
Płyta „Dolce Vita Sath An As” znalazła się w gronie 100 najważniejszych płyt 2009 roku na łamach serwisu Axunarts. Miksem i masteringiem tego albumu zajął się Tomasz Zalewski z olkuskiego studia „Zed”. Podczas sesji nagraniowej zespół Grimlord używał więcej blastów i technicznych riffów niż wcześniej.
Dolce Vita Sath An As to epicka opowieść, która składa się z dziewięciu kompozycji łącząc klasyczne patenty z elementami thrash oraz death metalu. Słychać różnicę w sposobie realizacji i technicznego zagrania pomiędzy poprzednim wydawnictwem a nowym. Utwory są bardziej rozbudowane, progresywne. Na albumie wykorzystano instrumenty klawiszowe, które wzbogaciły metalowe brzmienie zespołu. Nie jest to typowy heavy metal zanotował recenzent na łamach serwisu Metal.pra.pl. Janusz Kos porównał Grimlord do nadjeżdżającego walca. Duński dziennikarz serwisu Metal Revolution nadał zespołowi przydomek „bezbożne trio”. Płyta dostała wysoką notę w magazynie Dangerdog. Craig Hartranft ocenił materiał w skali 4,5 na 5.
W czasopiśmie muzycznym Progressor, Olav M Bjornsen porównał trio do Mercyful Fate, Disturbed, Slipknot, Manowar, Destruction. Redaktor węgierskiego serwisu muzycznego Miklós.M widział podobieństwa do dzieł producenta muzyki komputerowej Sonic Mayhem. Natomiast Michael Meade na łamach serwisu Taste like rock porównuje muzykę do ścieżek dźwiękowych z filmów Alfreda Hitchcocka i Ingrid Bergman. Gitary są potężne, ale i pełne melodii dodaje redaktor Diego Ramirez na łamach serwisu Mundo rock. Sporo mamy tu progresywnych zagrywek i pasaży w stylu Dream Theater czy Pain of Salvation. Wokalista przypomina Klausa Meine, jeżeli chodzi o wyrazistość i akcent. Intro kompozycji „Dolce Vita Sath An as” krytykowi Kánya Ferenc przypomina dźwięki z salonów gier komputerowych takich pozycji jak Quake, Unreal.

### V-Column 2012
Pomiędzy rokiem 2010 a 2012 powstaje w Sonic Loft Studio trzeci album Grimlord V-Column zarejestrowany przez Pawła Jakubowskiego. Anna Osiwała z serwisu Gilda.pl twierdzi, że najbardziej kontrowersyjnym, ale przy tym oryginalnym członkiem zespołu zdaje się być wokalista. Jego głos jest zachrypnięty i silny. Usłyszeć możemy tu żeńskie wokale, chóralne intonacje, dźwięki otoczenia, skrzypce, motywy klawiszowe, quasi blasty itp., ale w ocenie recenzenta serwisu Only Good Music te wszystkie zabiegi ocierają się już o granicę przesytu i nie idą w parze z rozbudowaniem (i czasem) kompozycji stwierdza autor o pseudonimie BH, po drugie nie jest w stanie określić czy muzyka zawarta na V-Column jako soundtrack promuje film o tytule Rutterkin? Czy film promuje muzykę?. Muzycznie mamy na tym krążku kontynuację tego, co zespół prezentował na dwóch poprzednich. Jednym słowem miks chyba wszystkich możliwych gatunków heavy metalu stwierdził Gumbyy na łamach serwisu Metalside.pl. Według recenzenta Wujasa z Darkplanet.pl zespół ma potencjał, ale aby mógł dalej się rozwinąć, powinien zatrudnić dobrego wokalistę, ponadto chwali dobrze słyszalny bas, dodatkowo słyszy w pierwszym utworze March Again wpływy zespołu Immortal. Album V-Column jest momentami ciekawy i intrygujący dodaje Grzegorz „Chain” Pindor (Magazyngitarzysta.pl). Nie dajmy się zwieźć wyznaje Robert „Morfina” Wegrzyn – MLWZ.pl – Przez cały czas obracamy się po ekstremalnym metalu. Recenzent Metalrulez.pl o pseudonimie Pudel (Metalżul) przestrzega wszystkich, żeby szatan bronił przed wydaniem jakichkolwiek pieniędzy na ten materiał. Czasem lepiej, czasem gorzej. Sporo tu melodii, kombinowania, nawet parę ciekawych patentów stwierdza cyniczny i złośliwy jak o sobie pisze autor Ef z serwisu Chaos Vault. Redaktor Rimmon z serwisu Warheim wyjaśnia krótko: Grimlord to specyficzny zespół. Darkman z serwisu Bloodart apeluje: Wszyscy fani metalowego grania powinni być jak najbardziej zadowoleni po przesłuchaniu tej płyty. Uznaje zespół za dojrzałych twórców nie bojących się wplatać różne niemetalowe wstawki do swojej muzyki. Jest energicznie, wściekle i fantastycznie. „Nigdy nie wiadomo, gdzie ten zespół cię zabierze” wyjaśnia Scott Jessup na łamach amerykańskiego serwisu Sea Of Tranquility. Mistrzowskie podkopywanie sztywnych reguł zadziałało bardzo dobrze zanotował Dmitry Epstein – Let It Rock, Canada. Według jego opinii śpiewający gitarzysta Barth la Picard znalazł idealną równowagę między jasnymi melodiami i oślepiającą ciężkością. Muzyka jest tak różnorodna jak ich ojczysty język, stwierdza Pagan Hel z magazynu Brutalism. Nazwa zespołu sugeruje mu Black Metal, hiszpański styl gitarowy sugeruje klasykę, gitara elektryczna sugeruje mu rock, bębnienie okolice progresywnego metalu a wokale skłaniają się ku death metalowi. „Widerstand 17" to zdecydowanie najbardziej chwytliwy numer, wokalista robi co może by go nie położyć i nawet wychodzi mu ten nieprzeciętnie melodyjny refren.

## Historia

### 1999 – 2005
Zespół powstał pod koniec 1999 roku kiedy to Bartosz Źrebiec i Jacek Bagiński zaprosili do współpracy Julię Rudnicką, która objęła rolę wokalistki. W początkowym okresie działalności występowali pod nazwami, Hornet, Sinfull Face, Grimond. Lider uznał, że są mało wymowne i zadecydował nadać grupie nazwę Grimlord, czyli okrutny władca. Zespół wsparli dodatkowo Bartosz „Saper” Nowak – bas i Piotr „Karaś” Karaś – gitara. Razem zarejestrowali swoje pierwsze demo „She’s a witch”. Oficjalny debiut koncertowy odbył się w klubie „Skrzydlaci” w 2000 roku. Grimlord w oławskim ośrodku kultury zarejestrował kolejne demo „Robactwo” w 2001 roku. Inspiracją oraz bodźcem do tworzenia materiału był zamach na WTC w Nowym Yorku. Do kolejnego poważnego koncertu doszło w maju 2002 roku w nieistniejącym już oławskim Amfiteatrze. Wystąpili w składzie: Bartosz Źrebiec – gitara, wokal, Krzysztof „Pijo” Koszykowski – perkusja, Bartosz „Saper” Nowak – bas i Krzysztof „Mysza” Myszkowski – gitara rytmiczna. W 2003 występowali w klubach na Dolnym Śląsku z grupą Hollow Sign. Zespół na początku nagrywał dema, do bardziej znanych należy „Nocna Wizyta”. Wyróżniającym się utworem z tamtego okresu był utwór „Miejsce Spoczynku”. Numer ten był często grany na żywo i gościł w rozgłośniach radiowych zyskując pochlebne recenzje. W okresie 2002–2005 Grimlord dał ponad 54 koncerty. Brali udział w festiwalach takich jak Metal Crusader Fest II (Chorzów), VIII Rock Festiwal (Bielawa). Grupa zaprezentowała się w Jeleniej Górze na festiwalu „Liga Rocka”. Dostali wyróżnienie za zespół, który rozruszał najbardziej publiczność. Sala prób zespołu mieściła się przy Ul. Piotra Skargi na wzgórzu partyzantów, tak zwanej wrocławskiej Reducie. Zespół organizował cykliczne imprezy w klubie „Liverpool” na ul.Świdnickiej. W roku 2004 redaktor gazety Metal Hammer Arek Lerch zaprosił grupę Grimlord na wspólny koncert z zespołami Daemonicium, Obscure. W tym samym roku wystąpili jeszcze na jednych deskach z grupami Percival Schuttenbach, Turbo, Mortal Sanctuary, i TSA.

### 2005 – 2009
W styczniu 2005 roku zespół wyruszył w trasę „Heavy Metal Ride”. Wspólnie z grupami Witchking (Kraków) i Dragon’s Eye (Warszawa) dali koncerty swoim fanom w miastach takich jak Warszawa, Kraków, Wrocław. Pojawili się w Żarach na „Juwenaliach”, wystąpili z zespołem Ceti. Bartosz Źrebiec dostał zaproszenie do poznańskiego Radia Merkury, gdzie Grzegorz Kupczyk przeprowadził z nim wywiad. W lipcu 2005 roku Grimlord zarejestrował w podwrocławskim studiu „Echo Studio” singiel „Zaćmienie”. W tym studiu nagrywali min: Jeff Slaughter (Stany zjednoczone) i Leszek Możdżer. W 2006 w zespole doszło do rewolucji personalnej. Pojawiły się nowe osoby takie jak Bartosz „Orson” Koprowski – bas i Leszek „Lesmus” Musik – perkusja. Od tamtego momentu Grimlord funkcjonował jako Trio. Latem 2007 roku zespół w składzie: Bartosz „Barth La Picard” Źrebiec – gitary, śpiew. Łukasz „Lucass” Boratyn – perkusja oraz Bartosz „Orson” Koprowski – bas weszli do wrocławskiego „Hellsound Studio” i rozpoczęli rejestrowanie śladów do kolejnego albumu „Blood Runneth Over”. Realizatorem był Tomasz „Bractus”, a za Miks i Mastering odpowiedzialny był Jarek Wysocki. Od kwietnia do Listopada 2008 roku Trio wyruszyło w trasę „Bloodrunnethover Tour 2008” i The „Fury is back”. Wystąpili z grupami Årabrot (Norwegia), Quo Vadis (Polska), Stormental (Brazylia), Stos (Polska). Lider dostał zaproszenie do wrocławskiej audycji „House of Rock” w Radiu LUZ. Zimą w tym samym składzie zespół zarejestrował kolejny album „Dolce Vita Sath An As”. W kwietniu 2009 roku lider negocjował z Andersem Allhagenem w celu zakończenia Masteringu w „Sonic Train Studio”. Ostatecznie zespół Grimlord zdecydował się na Tomasza Zalewskiego z olkuskiego „Studia ZED”. W 2009 roku zespołem interesował się Juliusz Żebrowski z Agencji Artystycznej Ma-in. W rezultacie tego porozumienia Grimlord pojawił się na trasie „High Seas & Low Lands Tour” z Heidevolk (Holandia), Tyr (Wyspy Owcze), Alestorm (Szkocja). Później wystąpili w Głogowie na „XIII Rock festival” gdzie główną atrakcją był Paul Di’Anno (Wielka Brytania). W grudniu zespół Grimlord zasilił drugi gitarzysta Rafał „Ryshak” Kowalski.

### 2009 – 2013
W kwietniu 2010 roku zespół rozpoczął nagrywanie materiału „V-Column” w „Sonic Loft Studio”. Tematem przewodnim albumu była II wojna światowa. Przy produkcji swój udział miały osoby takie jak Irek „Irass” Seredyński – gitara basowa z zespołu Victory Vain oraz gościnnie Integer Valor – Instrumenty klawiszowe. W grudniu 2010 roku grający na co dzień w poznańskim zespole Pathfinder Kacper „Caspero” Stachowiak, zarejestrował swoje własne partie bębnów do utworu Faithful avenger till the remainder. W maju 2010 roku równolegle z nagraniami studyjnymi Bartosz Źrebiec napisał scenariusz do swojego projektu filmowego pt. Rutterkin – Defender of the scythe. Ścieżką dźwiękową do filmu była muzyka Grimlord ze wszystkich dotychczasowych albumów. W grudniu 2012 wytwórnia Legacy Records zawarła umowę z zespołem. Dodatkowo płytą V-Column zainteresowała się japońska wytwórnia Rock Stakk Records. W połowie grudnia 2012 za basistę Irassa do zespołu dołączył Rafał „Leviathan” Krent. W maju 2013 zespół zarejestrował w nowym składzie oficjalny teledysk Mass Delusions & Hysterias, którego premiera odbyła się pierwszego listopada 2013 roku. Miesiąc po tym wydarzeniu pojawił się kolejny teledysk Widerstand 17.

## Muzycy
Obecny skład zespołu
- Bartosz „Barth La Picard” Źrebiec – gitara prowadząca, wokale

Muzycy sesyjni
- Łukasz Tomczak – perkusja (2018)
- Kacper „Caspero” Stachowiak – perkusja (2011)
- Paweł „Integer Valor” Jakubowski – instrumenty klawiszowe (2005, 2011)

Byli członkowie zespołu
- Rafał „Ryshak” Kowalski – gitara rytmiczna (2010-2015)
- Rałał „Leviathan” Krent – gitara basowa (2010-2012)
- Irek „Irass” Seredyński – gitara basowa (2010-2011)
- Kacper „Kreegen” Fornalczyk – perkusja (2009)
- Adam „Adams” Piszcz – gitara basowa, (2009)
- Łukasz „Lukass” Boratyn (zmarły) – perkusja (2007-2009)
- Bartosz „Orson” Koprowski – gitara basowa, wokal wspierający (2006-2009)
- Krzysztof „Dr.O” Drozd – perkusja (2006-2007)
- Paweł Chodera – perkusja (2002-2005)
- Tomasz „Andros” Rzońca – gitara, wokal wspierający (2002-2005)
- Artur „Gryzli” Zieliński – gitara basowa (2002-2005)
- Piotr Koszykowski – perkusja (2000-2002 od 2020-2022)
- Bartosz „Saper” Nowak – gitara basowa, wokal wspierający (1999-2002)
- Krzysztof „Mysza” Myszkowski – gitara, wokal wspierający (2001-2002)
- Julia Rudnicka – śpiew (1999-2001)
- Piotr „Karaś” Karaś – gitara rytmiczna (1999-2000)
- Jacek „Quithe” Bagiński (zmarły) – perkusja (1999-2000)

## Dyskografia

### Albumy studyjne
- Blood Runneth Over (2007)
- Dolce Vita Sath An As (2009)
- V Column (2012)

### Single, Dema, Promo
- Nocna wizyta (2003, wydanie własne)
- Zaćmienie (2005, wydanie własne)
- Beast we are keeping under cover (2007, promo)